# Kerk van Paasloo
De kerk van Paasloo is een protestantse kerk in de Overijsselse plaats Paasloo.

## Geschiedenis
De oorspronkelijke veertiende-eeuwse kerk werd in de loop van de 16e eeuw verbouwd. De kerk heeft een middenbeuk, twee zijbeuken en een driezijdig gesloten koor. In de loop van de 17e eeuw werd de kerk opnieuw verbouwd. In 1864 vonden er herstelwerkzaamheden plaats en kreeg de kerk aan de westzijde een eenvoudig torentje. In de jaren vijftig van de 20e eeuw werd de kerk gerestaureerd. Het kerkorgel dateert uit 1920 en werd gemaakt door de Leeuwarder orgelbouwer de firma P. van Dam. In de kerk bevindt zich een grafzerk van de Friese afgevaardigde naar de Staten-Generaal Epo van Bootsma en zijn vrouw Frouck van Donia.
Naast de kerk ligt de begraafplaats met een baarhuis uit de 19e eeuw. Het kerkgebouw is sinds 1965 erkend als rijksmonument. In 1996 werden ook het toegangshek en het baarhuis opgenomen in het rijksmonumentenregister, vanwege de cultuurhistorische waarde van het complex.
Op het kerkhof liggen de dichter J.C. Bloem en zijn partner de dichteres Clara Eggink begraven.

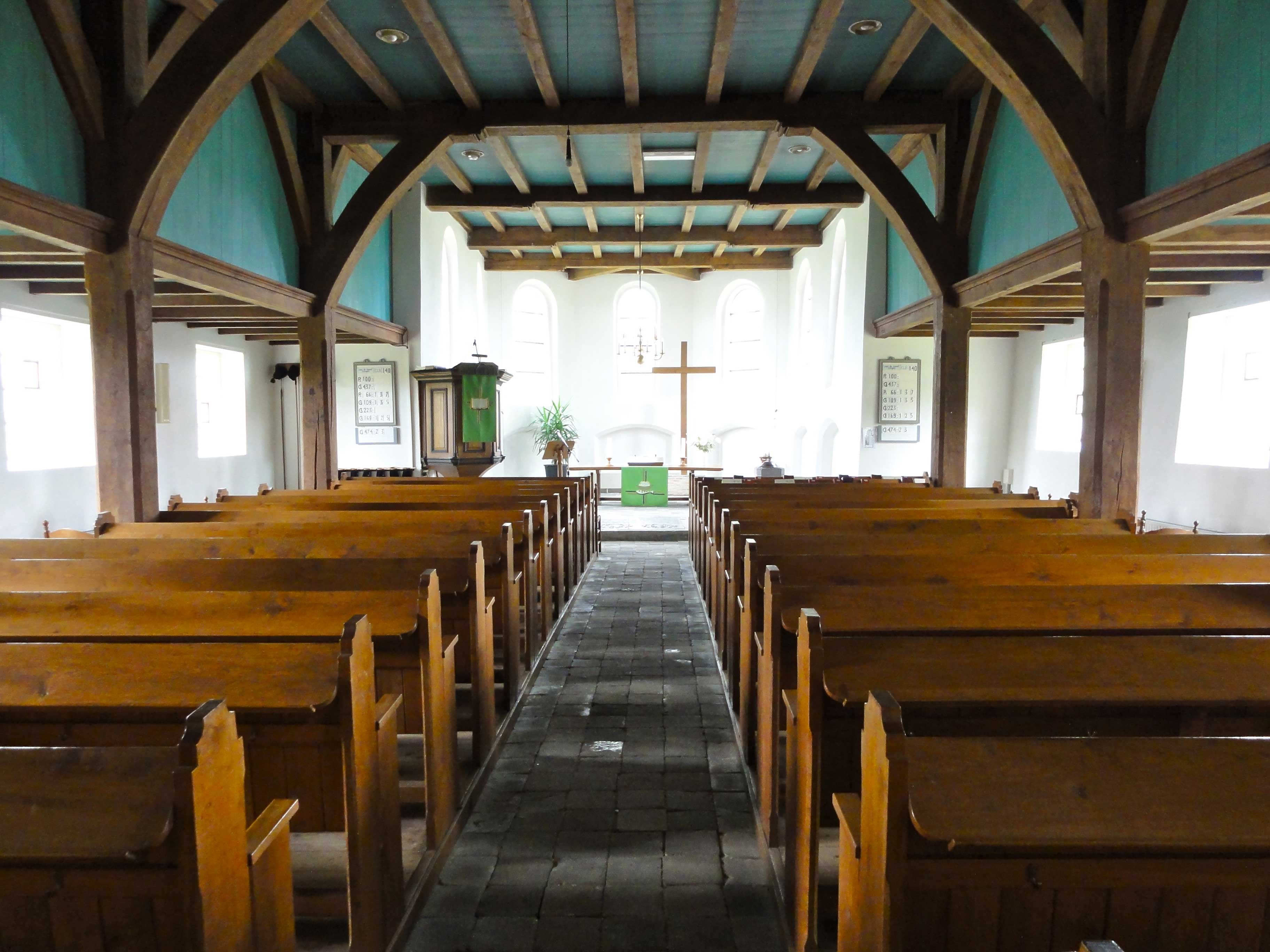
Interieur van de kerk
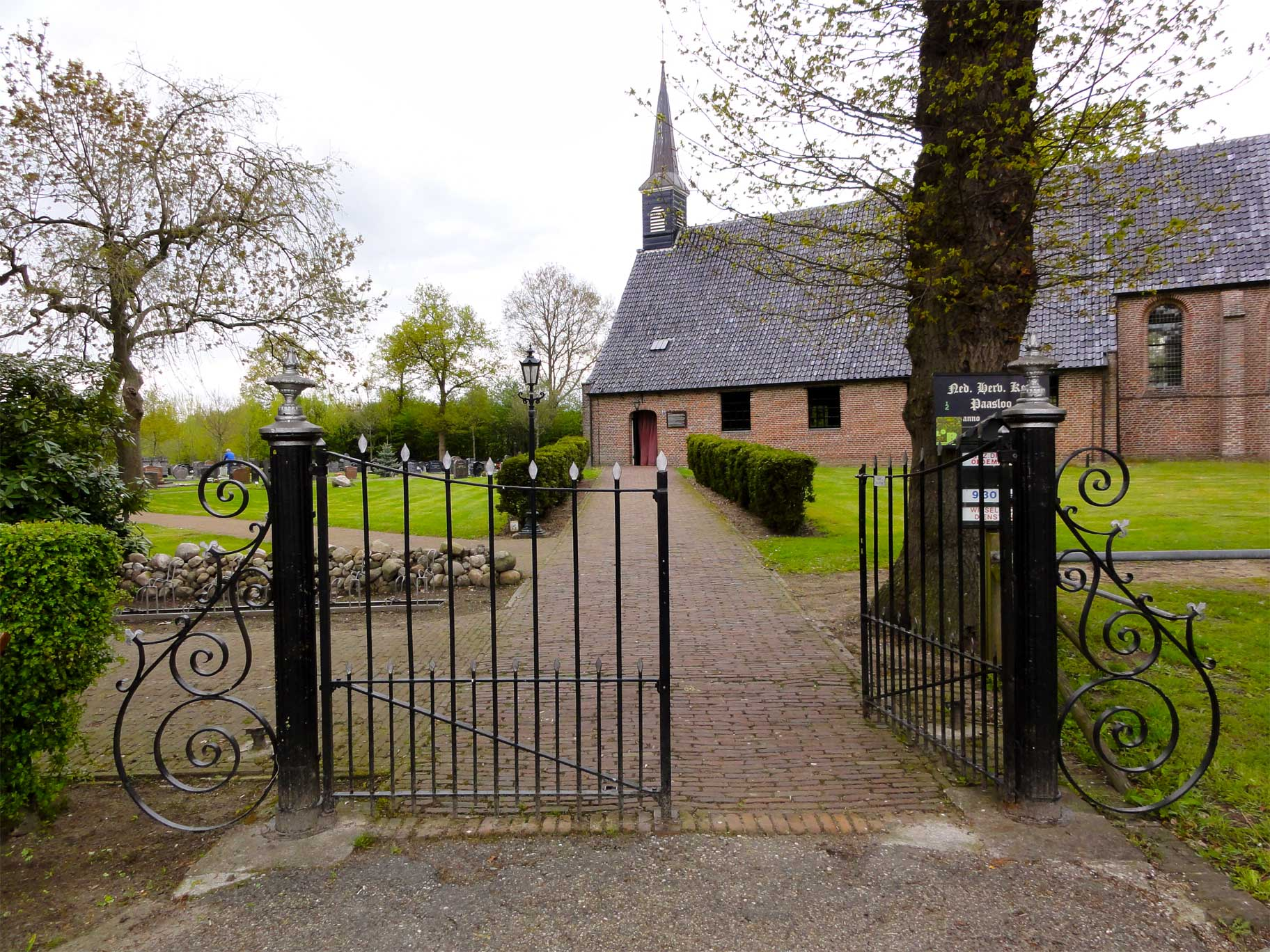
Het monumentale toegangshek
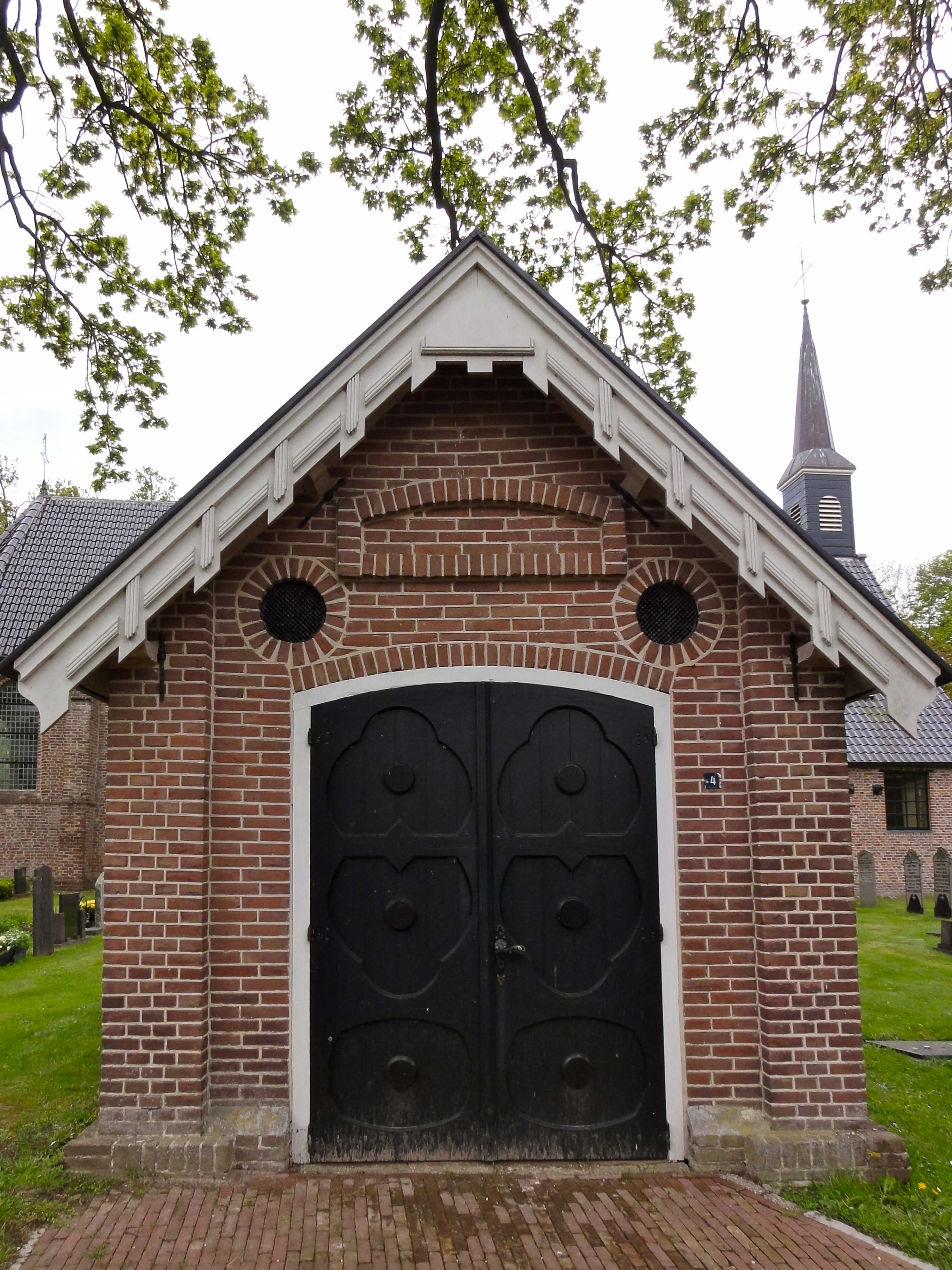
Baarhuisje
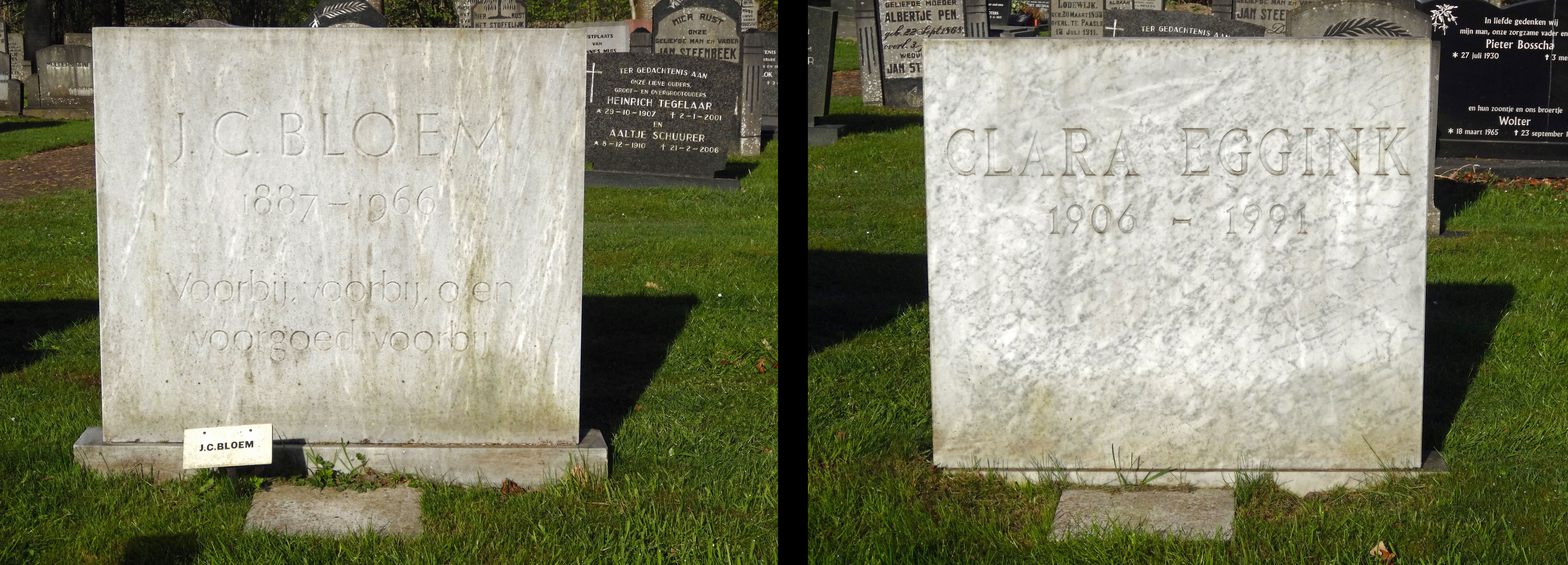
Grafzerken J.C. Bloem en Clara Eggink